# Plantago alismatifolia
Plantago alismatifolia är en grobladsväxtart som beskrevs av Pilger. Plantago alismatifolia ingår i släktet kämpar, och familjen grobladsväxter. Inga underarter finns listade i Catalogue of Life.